# Pavel Şabalïn
Pavel Şabalïn (in kazako Павел Шабалин?, in russo Павел Владимирович Шабалин?, Pavel Vladimirovič Šabalin; Aqsw, 23 ottobre 1988) è un calciatore kazako, centrocampista dell'Ertis.

## Palmarès

### Club

#### Competizioni nazionali
- Supercoppa del Kazakistan: 1

Aqtöbe: 2014